# St. Peter und Paul (Owingen)

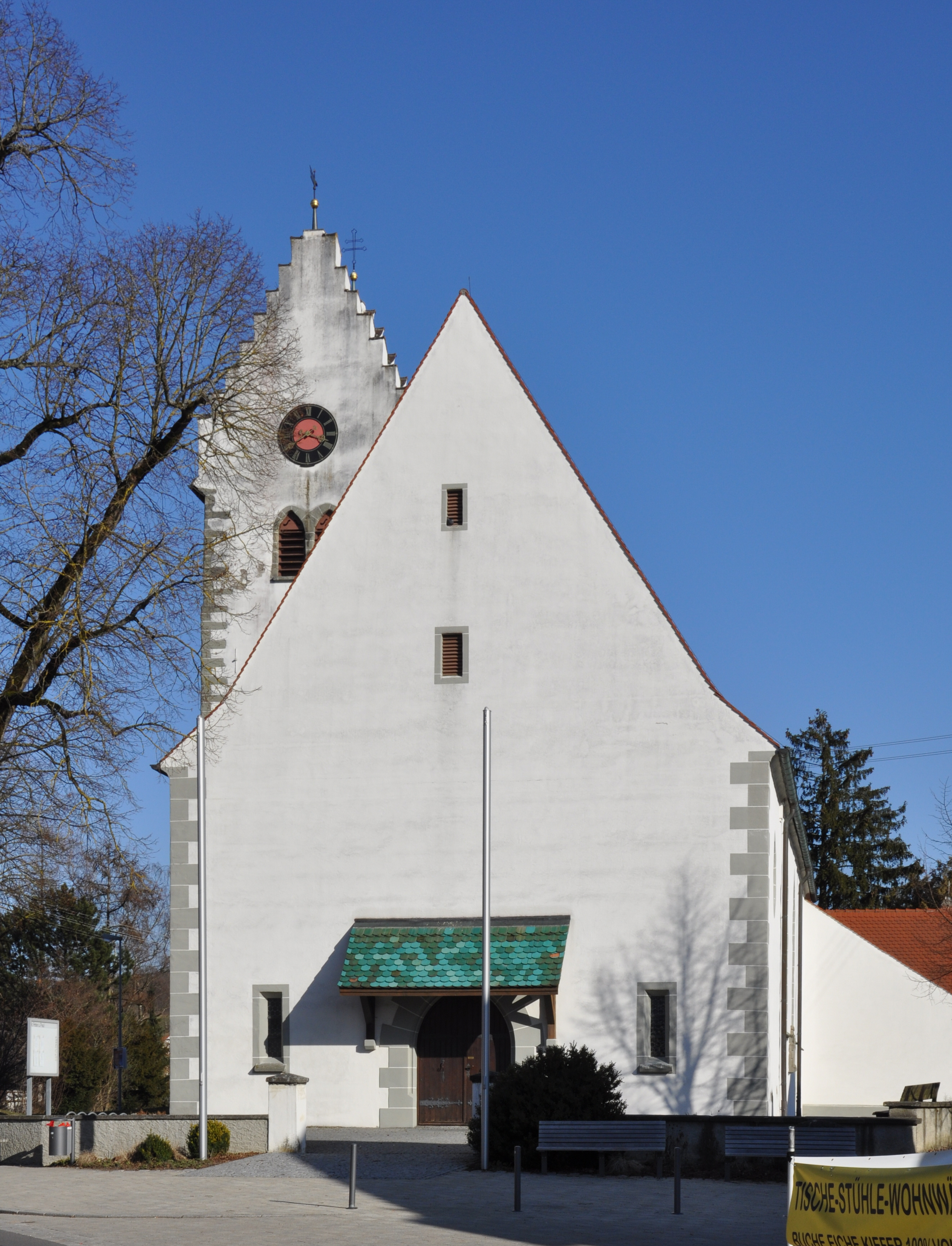
St. Peter und Paul, Owingen

St. Peter und Paul ist die römisch-katholische Pfarrkirche von Owingen im Bodenseekreis. Die Pfarrei Owingen gehört zur Seelsorgeeinheit Überlingen im Dekanat Linzgau des Erzbistums Freiburg.

## Geschichte
Ein Vorgängerbau der heutigen Kirche stammte aus dem 13. Jahrhundert. Von diesem Bau sind  der gotische Kirchturm und der Chor erhalten geblieben; es sind die ältesten noch erhaltenen Teile der heutigen Kirche. Das Langhaus wurde im Jahr 1498 neu errichtet und im 18. Jahrhundert barockisiert. Aus dieser Zeit stammen Deckenstuck und Wandpilaster sowie der Hochaltar mit Barockfiguren.
1925/26 wurde die Kirche innen und außen renoviert. Schäden am Kirchturm, die ein Erdbeben im Jahr 1911 am Turm verursacht hatte, wurden erst 1936 beseitigt. 1976 wurde das Kirchenschiff um ein Joch verlängert. Daran schloss sich eine zweijährige gründliche Sanierung an, bei der auch die ursprüngliche Fassung des barocken Hochaltars, der Seitenaltäre und der Apostelbilder an der Empore aus dem 18. Jahrhundert wieder freigelegt wurde. 1979/98 folgte eine weitere Innen- und Außenrenovierung, der Turm wurde zuletzt 2014 renoviert.

## Beschreibung

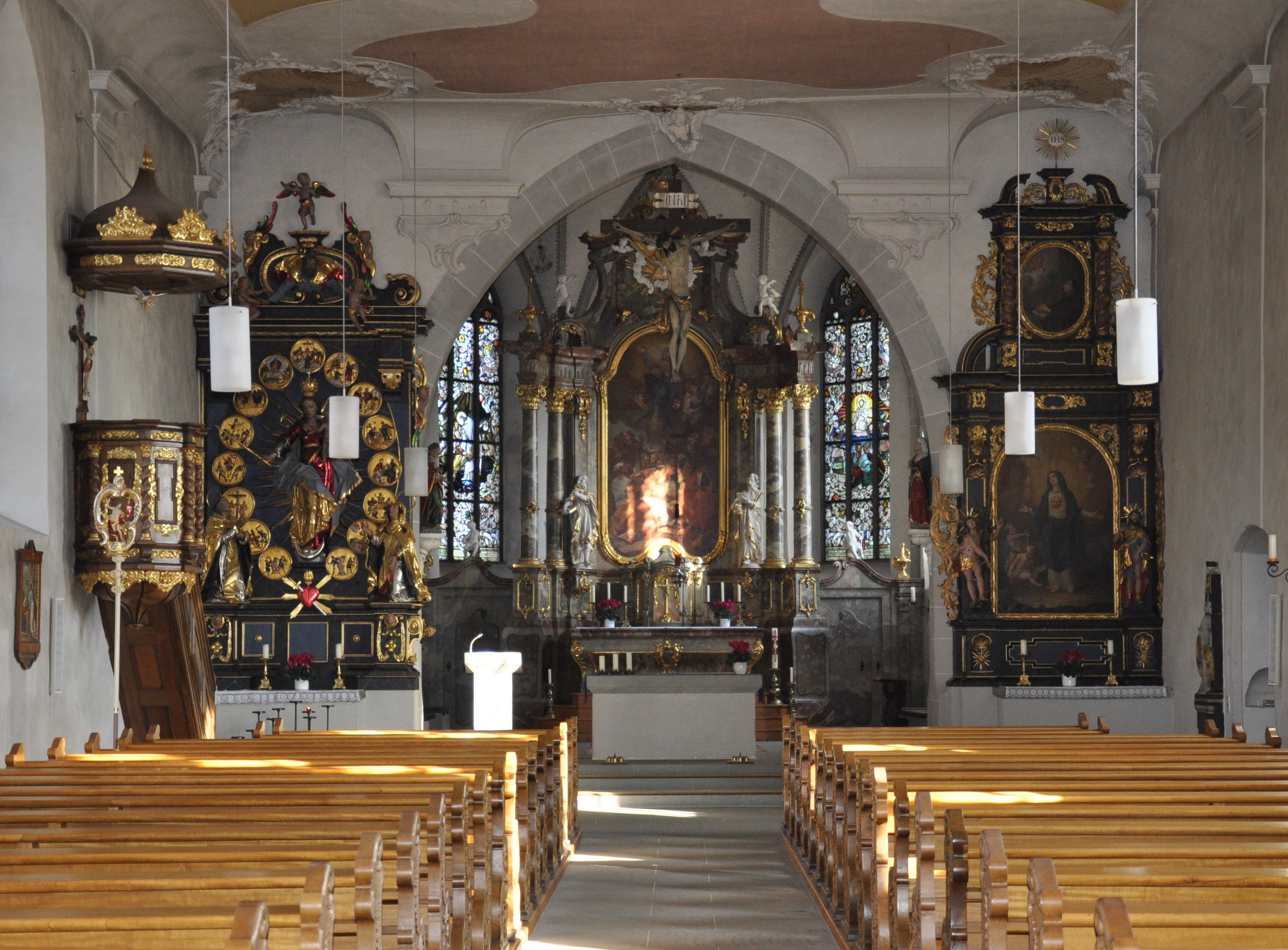
Blick auf die Altäre

Die ungefähr geostete Kirche besteht aus dem einschiffigen Langhaus von 1498, dem kaum eingezogenen Chor mit Dreiachtelschluss und dem nördlich daran anliegenden Turm, beides aus dem 13. Jahrhundert, sowie einer südlich angebauten Sakristei. Kirchenschiff und Turm sind mit parallel verlaufenden Satteldächern gedeckt. Im Gegensatz zum ziegelroten Dach der Kirche hat der Turm mit Treppengiebeln eine blaugrüne Eindeckung.
Im Innern ist der einschiffige Kirchenraum vom Chor deutlich durch einen gotischen Chorbogen getrennt. Der Kirchenraum hat eine flache stuckierte Decke aus der Barockzeit, während der gotische Chor ein gotisches Netzgewölbe aufweist. Im Chor steht der barocke Hochaltar, auf dem das Altarbild von Skulpturen der beiden Kirchenpatrone Petrus und Paulus begleitet wird. Vor dem Chorbogen stehen die beiden barocken Seitenaltäre. Der linke fällt durch seine Gestaltung auf – es ist der Rosenkranzaltar des Bildhauers Jörg Zürn. Die Empore im hinteren Teil der Kirche hat eine Brüstung, die mit barocken Bildnissen der Zwölf Apostel bemalt ist.

## Orgel

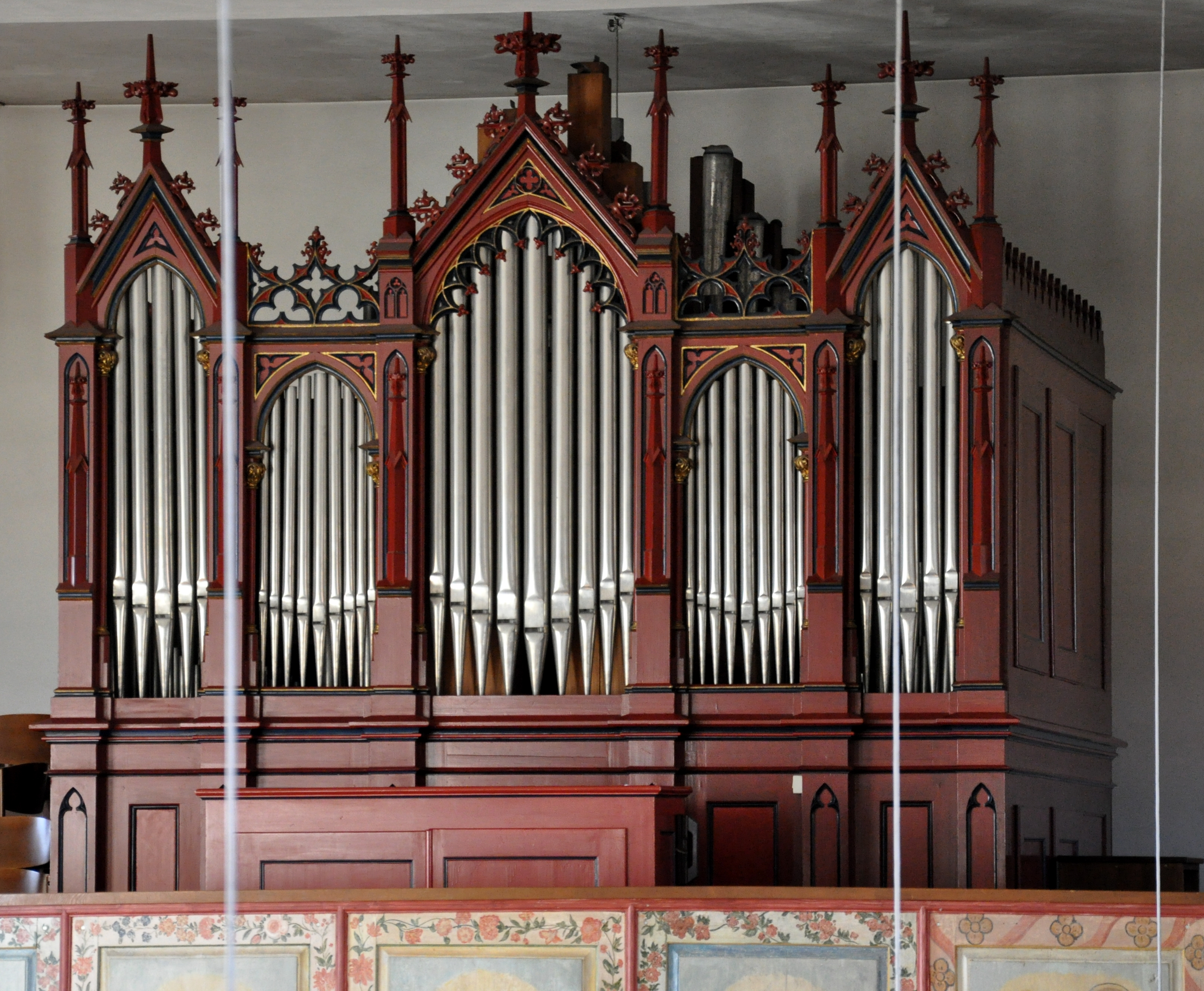
Orgel Pfarrkirche Owingen

Auf der Empore befindet sich in einem neogotischen Gehäuse eine Orgel der Orgelbauwerkstatt Wilhelm Schwarz & Sohn mit 15 Registern auf zwei Manualen und Pedal aus dem Jahr 1881. Dieses Instrument ersetzte eine Vorgängerorgel, die mindestens seit 1820 vorhanden war. 1917 mussten die Prospektpfeifen zur Einschmelzung für Kriegszwecke abgegeben werden. Sie wurden 1926 durch Pfeifen aus Zink ersetzt. 1939 wurde ein elektrisches Gebläse eingebaut. 1980 wurde die Orgel durch Orgelbau Mönch & Prachtel renoviert und im Klang umgebaut. Erneut von Mönch Orgelbau renoviert wurde das Instrument im Jahr 2013.

## Glocken
Im Dachstuhl des Turms hängen in einem massiven hölzernen Glockenstuhl aus dem Jahre 1586 vier Glocken. Die älteste Glocke von 1663 (fis’) stammt aus der Werkstatt des Glockengießers Theodosius Ernst aus Lindau. Drei im Zweiten Weltkrieg eingeschmolzene Glocken wurden im Jahr 1987 ersetzt durch Glocken aus der Karlsruher Glockengießerei mit den Tönen dis’, gis’ und h.
Übersicht
| Glocke | Durchmesser | Gewicht  | Schlagton |
| ------ | ----------- | -------- | --------- |
| 1      | 1301 mm0    | 1446 kg0 | dis’-6    |
| 2      | 1110 mm0    | 850 kg   | fis’-4    |
| 3      | 951 mm      | 592 kg   | gis’-4    |
| 4      | 823 mm      | 377 kg   | h’-2      |

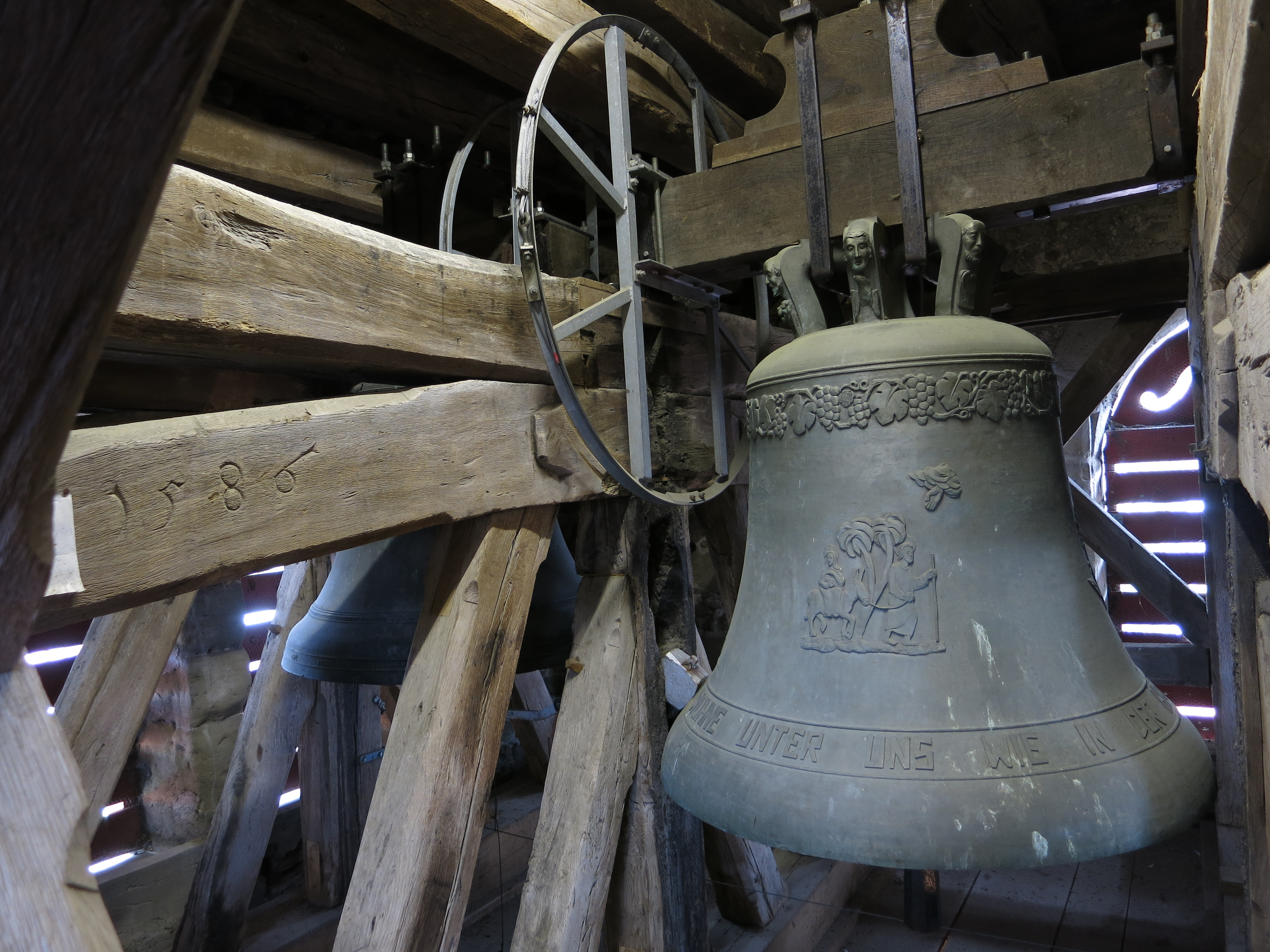
Glockenstuhl

Alle Glocken sind in den Uhrschlag der Turmuhr  einbezogen. Glocke 1 schlägt die volle Stunde, die anderen sorgen für den Viertelstundenschlag. An den Giebelseiten des Turms sind Zifferblätter der Turmuhr angebracht.